# خردة تششمه (مقاطعة تشرداول)
خردة تششمه بالفارسية: خرده چشمه) هي قرية تقع في قسم هليلان الريفي في إيران. يقدر عدد سكانها بـ 777 نسمة بحسب إحصاء 2016.